# Николсон, Роб (политик)
Роберт Дуглас «Роб» Николсон (англ. Robert Douglas "Rob" Nicholson; род. 29 апреля 1952, Ниагара-Фолс, Онтарио, Канада) — государственный и политический деятель Канады.

## Биография
Роберт Николсон родился в Онтарио. Получил степень бакалавра искусств в Университете Куинс в Кингстоне, а затем получил юридическое образование в Уинсорском университете. До того, как заняться политикой, Николсон получал юридическую практику и являлся членом Сообщества юристов Онтарио.
Впервые Николсон был избран в парламент на федеральных выборах 1984 года как кандидат от Прогрессивно-консервативной партии Канады. В начале 2004 года Николсон стал членом Консервативной партии Канады.
Лидер правительства в Палате общин Канады с 6 февраля 2006 по 3 января 2007.
Министр юстиции Канады с 4 января 2007 по 15 июля 2013.
Министр национальной обороны Канады с 15 июля 2013 по 9 февраля 2015.
Министр иностранных дел Канады с 9 февраля по 4 ноября 2015 года.
В преддверии федеральных выборов 2019 года Николсон заявил, что не будет в них участвовать.